# Résolution 795 du Conseil de sécurité des Nations unies
Membres permanents
- Chine
- États-Unis
- France
- Royaume-Uni
- Russie

Membres non permanents
- Autriche
- Belgique
- Cap-Vert
- Équateur
- Hongrie
- Inde
- Japon
- Maroc
- Venezuela
- Zimbabwe

Résolution no 794 Résolution no 796
La résolution 795 du Conseil de sécurité des Nations unies, adoptée le 11 décembre 1992, après avoir exprimé son inquiétude quant à d'éventuels développements susceptibles de miner la confiance et la stabilité en république de Macédoine et accueilli favorablement la mission de l'Organisation pour la sécurité et la coopération en Europe (OSCE) en Macédoine. Le Conseil de sécurité a rappelé le chapitre VIII de la Charte des Nations unies et a autorisé le secrétaire général Boutros Boutros-Ghali à déployer une présence de la Force de protection des Nations unies (FORPRONU) dans les zones frontalières de la Macédoine.
Le « commandement macédonien » de la FORPRONU devait surveiller certaines parties des zones frontalières avec l'Albanie et la république fédérale de Yougoslavie (Serbie-et-Monténégro), renforcer la stabilité du pays en fournissant une force préventive, et rendre compte des développements susceptibles de constituer une menace pour la Macédoine.
Le Conseil a demandé au secrétaire général de déployer immédiatement le personnel militaire, civil et administratif recommandé dans son rapport, après avoir reçu le consentement du gouvernement de la république de Macédoine, exhortant à la coopération avec la mission de l'OSCE déjà sur place. Le personnel militaire surveillerait la frontière pour garantir que le conflit dans d'autres régions de Yougoslavie ne déborde pas, tandis que le contingent de la police civile travaillerait avec la police locale pour maintenir l'ordre et protéger les droits de l'homme.

## Voir également
- Dislocation de la Yougoslavie
- Guerre de Bosnie-Herzégovine
- Guerre de Croatie
- Guerres de Yougoslavie